# 井本勝幸
井本 勝幸（いもと かつゆき、1964年 - ）は、日本の僧、ビルマ統一民族連邦評議会 (UNFC) コンサルタントである。
日本ミャンマー未来会議代表、メコン川流域圏農業教育開発センター (GMSAEDC) 代表、タイ日教育開発財団 (TJEDF) 最高顧問、NPO法人グレーターメコンセンター副理事長などを務める。
日本国際ボランティアセンター (JVC) などで、ソマリア、タイ・カンボジア国境の難民支援に関ってきた経験を持つ。
タイのチェンマイでラーメン居酒屋「憩い」を営業している。2020年4月現在は新型コロナウイルス感染症の影響により閉店中。

## 来歴
1964年（昭和39年）福岡県福岡市生まれの太宰府市育ち。
福岡県立筑紫丘高等学校、東京農業大学、立正大学卒業。28歳で出家、池上本門寺で修行。その後、福岡県朝倉市の四恩山 報恩寺の副住職となる。
2010年（平成22年）にタイへ移住、2011年（平成23年）1月より単独で反政府ビルマ少数民族地域に赴き、ミャンマー内戦の停戦に貢献。主要11少数民族勢力で構成されるビルマ統一民族連邦評議会 (UNFC) を創設。
2012年（平成24年）12月、民間団体「ミャンマー/ビルマご遺骨帰国運動」を発足させ、旧日本軍兵士戦没者の遺骨収集・帰国活動を行う。
2015年（平成27年）、公益財団法人 西日本国際財団より2015年度アジア貢献賞を受賞。
2016年（平成28年）3月、インパール作戦で戦死した旧日本軍兵士の遺骨10柱を日本に帰還させる。
2016年（平成28年）11月28日、社会貢献支援財団より社会貢献者表彰を受賞。
2017年（平成29年）7月、平成29年度外務大臣表彰を受賞。
2018年（平成30年）6月、日本ミャンマー未来会議を設立。
2018年（平成30年）9月20日、日本経済大学の特命教授に就任。
2019年（平成31年）3月8日、朝倉市親善大使に委嘱。

## 著書
- 『ビルマのゼロ・ファイター　ミャンマー和平実現に駆ける一日本人の挑戦』2013年9月10日 集広舎 ISBN 978-4904213186